# 2032年11月3日日食
2032年11月3日日食是一次日偏食，發生於2032年11月3日。新月當天（即朔日），地球上觀測到月球和太阳的角距離極小，此時月球如果恰好在月球交點附近，穿過太阳和地球之間，與地球、太阳接近一直線，則會出現日食。由於月球偏北或偏南，本影及偽本影從地球以北或以南經過而未接觸地表，只有半影覆蓋了地球北端或南端部分區域，形成日偏食。此次日偏食月球偏北，出現在亞洲中北部、烏克蘭東部、俄羅斯大部。

此次日偏食過程中月影在地表移動的動畫

## 日食概況

### 出現區域
本次日偏食可在西亞東北部、印度次大陸北部、東亞、中南半島中北部、菲律賓北半部、烏克蘭東部、俄羅斯除西北邊境、北冰洋沿岸和東北部外的絕大部分看到。

### 基本參數
- 類型：日偏食
- 食分最大處（位於俄羅斯薩哈共和國北部）資料：
  - 時間：2032年11月3日5:32:53.8
  - 地點：70°24′N 132°36′E / 70.4°N 132.6°E[3]
  - 食分：0.8554（日食帶內最大）[4]

## 相關的日食

### 2029-2032年的日食
月球交替位於相對的月球交點時，以半個交點年（食年），即約177天又4小時間隔出現下列日食。
註：2029年1月14日和2029年7月11日的日偏食屬於上一組交點年系列。
| 日食列表  |           |           |           |           |           |           |           |           |           |           |           |
| 1997-2000 | 2000-2003 | 2004-2007 | 2008-2011 | 2011-2014 | 2015-2018 | 2018-2021 | 2022-2025 | 2026-2029 | 2029-2032 | 2033-2036 | 2036-2039 |

| 降交點   | 降交點                   |          | 升交點                   | 升交點 |
| 沙羅周期 | 地圖                     | 沙羅周期 | 地圖                     |        |
| 118      | 2029年6月12日 偏食（北） | 123      | 2029年12月5日 偏食（南） |        |
| 128      | 2030年6月1日 環食        | 133      | 2030年11月25日 全食      |        |
| 138      | 2031年5月21日 環食       | 143      | 2031年11月14日 全環食    |        |
| 148      | 2032年5月9日 環食        | 153      | 2032年11月3日 偏食（北） |        |

### 沙羅周期
沙羅周期長度為18年11天。本次日食屬於沙羅周期153，共包含70次日食，依次為1870年7月28日至2086年12月6日的13次日偏食、2104年12月17日至2970年5月26日的49次日環食、2988年6月5日至3114年8月22日的8次日偏食，總共歷時1244.08年。本周期並無日全食。
下表列舉了1901年至2100年間發生的屬於該周期的日食，是第3至13次：
| 3              | 4             | 5              |
| -------------- | ------------- | -------------- |
| 1906年8月20日  | 1924年8月30日 | 1942年9月10日  |
| 6              | 7             | 8              |
| 1960年9月20日  | 1978年10月2日 | 1996年10月12日 |
| 9              | 10            | 11             |
| 2014年10月23日 | 2032年11月3日 | 2050年11月14日 |
| 12             | 13            |                |
| 2068年11月24日 | 2086年12月6日 |                |

## 資料來源
1. ↑  樊忠玉. . 中国天文科普网.   [2018-02-06]. （原始内容存档于2014-09-17）.
2. ↑  Fred Espenak. . NASA Eclipse Web Site.   [2018-02-06]. （原始内容存档于2020-10-21）.（英文）
3. ↑  Fred Espenak. . NASA Eclipse Web Site.   [2018-02-06]. （原始内容存档于2020-10-29）.（英文）
4. ↑  Fred Espenak. . NASA Eclipse Web Site.   [2018-02-06]. （原始内容存档于2019-01-23）.（英文）
5. ↑  Fred Espenak. . NASA Eclipse Web Site.（英文）

## 外部連結
- NASA日食專頁（页面存档备份，存于）（英文）
- 可見區域圖和時間統計：由弗雷德·埃斯佩納克做出的日食預報，NASA/GSFC
  - 貝塞爾元素

| \| \| 日食 \|                            |                              |                                           |
| 上一次日食： 2032年5月9日日食 （日環食） | 2032年11月3日日食 （日偏食） | 下一次日食： 2033年3月30日日食 （日全食） |
| 上一次日偏食： 2029年7月11日日食         | 2032年11月3日日食 （日偏食） | 下一次日偏食： 2033年9月23日日食          |
|                                          | 日食                         |                                           |